# Thelyphassa chathamensis
Thelyphassa chathamensis là một loài bọ cánh cứng trong họ Oedemeridae. Loài này được Brookes miêu tả khoa học năm 1925.